# Linda Ngo
 (juillet 2015).
Linda Ngo (née le 13 mars 1994 à Sydney, à la Nouvelle-Galles du Sud en Australie) est une actrice australienne d'origine vietnamienne, connue pour son rôle de Weilan dans la série télévisée australienne Les Sirènes de Mako aux côtés de Chai Romruen, Allie Bertram ainsi que Isabel Durant. 

## Biographie
Linda Ngo est née le 13 mars 1994 à Sydney, à la Nouvelle-Galles du Sud en Australie. Elle a grandi dans une famille asiatique. Ses deux parents sont d'origine vietnamienne. En 2013, elle joua le rôle de Mel dans la série télévisée Town Center puis en 2015, elle interpréta le rôle de Therese lors d'un épisode de la mini-série Catching Milat. Cette même année, elle obtient l'un des rôles principaux dans la série télévisée australienne Les Sirènes de Mako où elle obtient l'un des rôles principaux lors de la troisième saison aux côtés de Chai Romruen, Allie Bertram et Isabel Durant.

## Filmographie
| Année       | Titre               | Rôle    | Notes                  |
| ----------- | ------------------- | ------- | ---------------------- |
| 2014        | Town Center         | Mel     | Mini-série (1 épisode) |
| 2015        | Wingman             | Penny   | Mini-série (1 épisode) |
| 2015        | Catching Milat      | Therese | Mini-série (1 épisode) |
| Depuis 2016 | Les Sirènes de Mako | Weilan  | Rôle principal         |

The Furies (2019): Rose